# Piramida Dżedefre

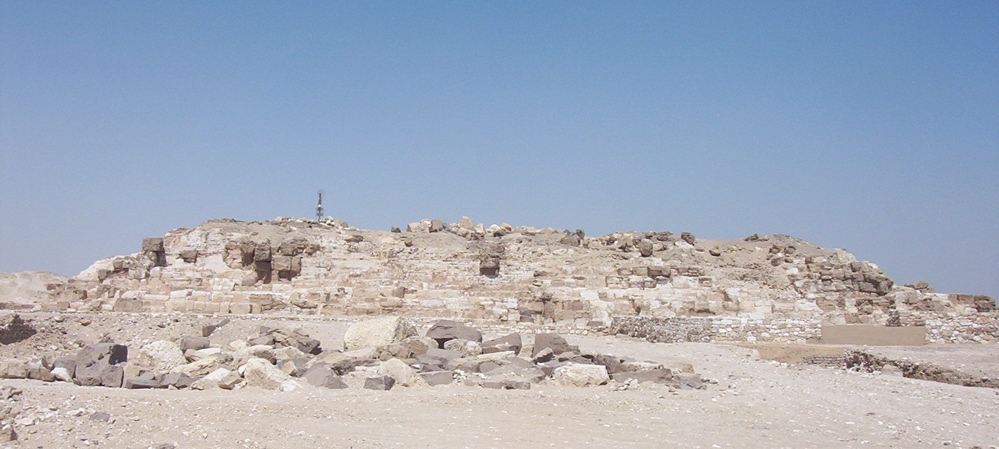
Pozostałości piramidy Dżedefre

Kompleks grobowy Dżedefre:
1) Piramida
2) Komora grobowa
3) Świątynia Grobowa Górna
4) Wykop na łódź
5) Mur okalający
6) Piramida satelitarna
7) Droga procesyjna (rampa)

Piramida Dżedefre – piramida z całym kompleksem grobowym władcy Egiptu Dżedefre z IV dynastii, zlokalizowana w północnej części nekropoli memfickiej w Abu Roasz. Piramida ta jest najdalej na północ położoną piramidą władcy starożytnego Egiptu.
Budowle grobowe tego kompleksu wzniesiono na wzór kompleksów z Sakkary, a w ich skład wchodzą: świątynia kultowa, rampa i droga oraz dolna świątynia. Rampa ma długość 1700 m i jest najdłuższą rampą z okresu Starego Państwa. Kompleks ten nie został ukończony, co może stanowić przesłankę do twierdzenia o krótkim panowaniu Dżedefre. Budowle wzniesiono z cennych materiałów – sjenitu i czerwonego kwarcytu – co tłumaczy znaczne ich rozgrabienie. 
Dżedefre idąc śladami ojca tak jak Cheops wykorzystał w swojej budowli granit. Cheops używał granitu do zbudowania sarkofagu i pokrycia od wewnątrz komory grobowej, a jego syn Dżedefre granitu używał do obłożenia podstawy piramidy na wysokość 13 metrów. Nie tylko łączy piramidę Dżedefre z piramidą ojca, sam czubek piramidy Dżedefre i piramidy jego ojca jest na tej samej wysokości nad poziomem morza.
Do komory grobowej wiódł długi na ok. 50 m korytarz. Komora grobowa znajdowała się na głębokości ok. 20 m, a sarkofag był prawdopodobnie zbudowany z czerwonego granitu. Długość jej boku, jak się szacuje, miała wynosić ok. 100 m, a wysokość – 92 m.
Wzdłuż południowego brzegu świątyni znajduje się długi na ok. 37 m wykop na łódź, wewnątrz którego i w którego pobliżu w 1901 r. znaleziono liczne fragmenty rozbitych kwarcytowych posągów (w sumie ok. dwudziestu) przedstawiających Dżedefre oraz jego żony i synów. Wśród zachowanych kawałków były trzy głowy władcy, z których obecnie dwie znajdują się w Luwrze, a jedna w Muzeum Egipskim w Kairze.
Do naszych czasów zachowało się niewiele: skalny rdzeń piramidy, wielkie wykopy pod fundamenty oraz ok. 20 m konstrukcji właściwej. Świątynia przylegająca do wschodniego boku piramidy została zniszczona w tak dużym stopniu, że nie można odtworzyć szczegółów jej planu. Piramida ta jeszcze w XIX w. była źródłem materiału budowlanego dla nowych konstrukcji wznoszonych w Kairze.